# Бжезе (Кольський повіт)
Бжезе (пол. Brzezie) — село в Польщі, у гміні Баб'як Кольського повіту Великопольського воєводства.
Населення — 297 осіб (2011).
У 1975-1998 роках село належало до Конінського воєводства.

## Демографія
Демографічна структура станом на 31 березня 2011 року:
|          | Загалом | Допрацездатний вік | Працездатний вік | Постпрацездатний вік |
| -------- | ------- | ------------------ | ---------------- | -------------------- |
| Чоловіки | 136     | 39                 | 83               | 14                   |
| Жінки    | 161     | 31                 | 93               | 37                   |
| Разом    | 297     | 70                 | 176              | 51                   |